# Eurovision Song Contest 1980

Deltagande länder.
Länder som tävlat förut men inte deltog 1980.

Eurovision Song Contest 1980, avgjordes den 19 april 1980 från NOS Nederlands Congresgebouw i Haag, Nederländerna trots att Israel hade vunnit året innan. Landet avstod från att arrangera av ekonomiska skäl och Spanien och Frankrike som kom två och trea avböjde också de. Nederländerna erbjöd sig därpå att arrangera festivalen, och så blev det, med Marlous Fluitsma som programledare. 
Mellan bidragen visades stillbilder på varje artist samtidigt som en representant från landet presenterade artisten på sitt hemspråk (i Sveriges fall var detta Ulf Elfving, som även var kommentator).
Johnny Logan tog hem segern för Irland med låten What's another year?. Sist kom Finland med sex poäng.
Festivalen innehöll flera låtar som förvisso inte vann men som ändå har blivit klassiker inom ESC. I Luxemburgs Le papa Pingouin var en man utklädd till pingvin som vaggade runt på scenen, Danmark representerades av en kvartett i snickarkläder, Västtyskland med Katja Ebstein hade i sitt bidrag med fyra clowner på scenen och Belgien hade eurovisionen som tema i sin sång.
Monaco drog sig ur tävlingen och skulle inte återvända förrän 2004. Detta år deltog även afrikanska Marocko för första gången, men landet kom näst sist och har sedan dess inte återkommit.

## Bidragen
| Nr | Land           | Artist                          | Sång                  | Placering | Poäng |
| -- | -------------- | ------------------------------- | --------------------- | --------- | ----- |
| 1  | Österrike      | Blue Danube                     | Du bist Musik         | 8         | 64    |
| 2  | Turkiet        | Ajda Pekkan                     | Pet'r Oil             | 15        | 23    |
| 3  | Grekland       | Anna Vissi & The Epikouri       | Autostop              | 13        | 30    |
| 4  | Luxemburg      | Sophie & Magaly                 | Le papa Pingouin      | 9         | 56    |
| 5  | Marocko        | Samira Bensaïd                  | Bitakat Hob           | 18        | 7     |
| 6  | Italien        | Alan Sorrenti                   | Non so che darei      | 6         | 87    |
| 7  | Danmark        | Bamses Venner                   | Tænker altid på dig   | 14        | 25    |
| 8  | Sverige        | Tomas Ledin                     | Just nu!              | 10        | 47    |
| 9  | Schweiz        | Paola del Medico                | Cinéma                | 4         | 104   |
| 10 | Finland        | Vesa-Matti Loiri                | Huilumies             | 19        | 6     |
| 11 | Norge          | Sverre Kjelsberg & Mattis Hætta | Sámiid ædnan          | 16        | 15    |
| 12 | Tyskland       | Katja Ebstein                   | Theater               | 2         | 128   |
| 13 | Storbritannien | Prima Donna                     | Love enough for two   | 3         | 106   |
| 14 | Portugal       | José Cid                        | Um grande grande amor | 7         | 71    |
| 15 | Nederländerna  | Maggie MacNeal                  | Amsterdam             | 5         | 93    |
| 16 | Frankrike      | Profil                          | Hé Hé M'sieurs, Dames | 11        | 45    |
| 17 | Irland         | Johnny Logan                    | What's Another Year?  | 1         | 143   |
| 18 | Spanien        | Trigo Limpio                    | Quedate esta noche    | 12        | 38    |
| 19 | Belgien        | Telex                           | Eurovision            | 17        | 14    |

## Omröstningen
Från och med detta års tävling inleddes det system att avge poäng, som i stället för att som tidigare ge poängen efter bidragens/ländernas startordning utan genom poängens ordning, det vill säga från 1 till 12. Detta för att öka spänningen för publiken och tv-tittare; men kanske mest för att det tidigare ofta hade blivit oreda när rösterna avgavs - mycket beroende på knastriga telefonledningar som ibland gjorde det svårt att avgöra vilken poäng som åsyftades av vissa länders röstavgivare.
Nederländerna tog ledningen efter första röstomgången och behöll den till sjätte omgången då Tyskland gick om. Vid tionde omgången gick Irland om och behöll ledningen tävlingen ut, även om Tyskland hängde med bakom inom räckhåll, vilket gjorde omröstningen någorlunda spännande.
Omröstningen blev även unik i bemärkelsen att programledaren Marlous Fluitsma talade i alla möjliga sorters telefoner när länderna gav sina röster. När hon exempelvis kontaktade Storbritannien talade hon i en Musse Pigg-telefon, när hon kontaktade Norge pratade hon i en apelsinorange telefon, och när hon talade med Finland använde hon sig av en gigantisk walkie-talkie.
| Startordning | Startordning   | Röster | Röster | Röster | Röster | Röster | Röster | Röster | Röster | Röster | Röster | Röster | Röster | Röster | Röster | Röster | Röster | Röster | Röster | Röster | Röster |
| Startordning | Startordning   | Totalt | AT     | TR     | GR     | LU     | MA     | IT     | DK     | SE     | CH     | FI     | NO     | DE     | UK     | PT     | NL     | FR     | IE     | ES     | BE     |
| ------------ | -------------- | ------ | ------ | ------ | ------ | ------ | ------ | ------ | ------ | ------ | ------ | ------ | ------ | ------ | ------ | ------ | ------ | ------ | ------ | ------ | ------ |
| Bidrag       | Österrike      | 64     |        | -      | 1      | -      | 3      | 4      | 5      | 1      | 4      | 5      | 6      | 4      | 6      | 3      | 3      | 4      | 10     | 4      | 1      |
| Bidrag       | Turkiet        | 23     | 3      |        | -      | -      | 12     | 8      | -      | -      | -      | -      | -      | -      | -      | -      | -      | -      | -      | -      | -      |
| Bidrag       | Grekland       | 30     | 5      | -      |        | 1      | -      | 2      | 2      | -      | -      | -      | 4      | -      | 3      | 1      | 8      | -      | 4      | -      | -      |
| Bidrag       | Luxemburg      | 56     | 1      | 1      | -      |        | -      | -      | 4      | 6      | -      | 3      | 7      | -      | 8      | -      | -      | 7      | 8      | 3      | 8      |
| Bidrag       | Marocko        | 7      | -      | -      | -      | -      |        | 7      | -      | -      | -      | -      | -      | -      | -      | -      | -      | -      | -      | -      | -      |
| Bidrag       | Italien        | 87     | 2      | 6      | 2      | -      | -      |        | 3      | 10     | 8      | 6      | 2      | 7      | 4      | 12     | 1      | 2      | 2      | 10     | 10     |
| Bidrag       | Danmark        | 25     | -      | -      | 4      | -      | 2      | -      |        | -      | 6      | 7      | 1      | 5      | -      | -      | -      | -      | -      | -      | -      |
| Bidrag       | Sverige        | 47     | -      | 8      | 10     | 10     | 6      | 5      | -      |        | 5      | -      | -      | 2      | -      | -      | -      | -      | -      | 1      | -      |
| Bidrag       | Schweiz        | 104    | 6      | 2      | -      | 5      | 7      | 3      | 8      | 2      |        | 12     | 10     | 10     | 7      | 6      | 10     | -      | 12     | 2      | 2      |
| Bidrag       | Finland        | 6      | -      | -      | -      | -      | -      | -      | -      | -      | -      |        | 5      | -      | -      | -      | -      | 1      | -      | -      | -      |
| Bidrag       | Norge          | 15     | -      | -      | -      | -      | 4      | -      | -      | -      | -      | -      |        | 6      | -      | -      | 2      | 3      | -      | -      | -      |
| Bidrag       | Västtyskland   | 128    | 8      | 10     | -      | 3      | 10     | 12     | 7      | 5      | 7      | 2      | -      |        | 10     | 8      | 12     | 10     | 5      | 12     | 7      |
| Bidrag       | Storbritannien | 106    | 7      | 5      | -      | 8      | 8      | -      | 10     | 12     | 10     | 4      | -      | 3      |        | 7      | 7      | 5      | 6      | 8      | 6      |
| Bidrag       | Portugal       | 71     | -      | 4      | 5      | 4      | -      | 10     | 6      | 8      | 2      | 1      | 8      | 1      | -      |        | 5      | 6      | 7      | -      | 4      |
| Bidrag       | Nederländerna  | 93     | 12     | 12     | 6      | 12     | -      | -      | -      | 3      | 3      | 10     | -      | 8      | 2      | 4      |        | 12     | 1      | 5      | 3      |
| Bidrag       | Frankrike      | 45     | -      | 3      | 7      | 2      | 1      | -      | 1      | 4      | 1      | -      | 3      | -      | 5      | -      | 4      |        | 3      | 6      | 5      |
| Bidrag       | Irland         | 143    | 10     | -      | 12     | 7      | -      | 1      | 12     | 7      | 12     | 8      | 12     | 12     | 12     | 5      | 6      | 8      |        | 7      | 12     |
| Bidrag       | Spanien        | 38     | 4      | 7      | 8      | 6      | 5      | 6      | -      | -      | -      | -      | -      | -      | -      | 2      | -      | -      | -      |        | -      |
| Bidrag       | Belgien        | 14     | -      | -      | 3      | -      | -      | -      | -      | -      | -      | -      | -      | -      | 1      | 10     | -      | -      | -      | -      |        |

### 12-poängare
| Antal | Tävlande land  | Länder som gav 12 poäng                                                  |
| ----- | -------------- | ------------------------------------------------------------------------ |
| 7     | Irland         | Belgien, Danmark, Grekland, Norge, Schweiz, Storbritannien, Västtyskland |
| 4     | Nederländerna  | Frankrike, Luxemburg, Turkiet, Österrike                                 |
| 3     | Västtyskland   | Italien, Nederländerna, Spanien                                          |
| 2     | Schweiz        | Finland, Irland                                                          |
| 1     | Italien        | Portugal                                                                 |
| 1     | Storbritannien | Sverige                                                                  |
| 1     | Turkiet        | Marocko                                                                  |

## Återkommande artister
| Artist           | Land          | Tidigare år          |
| ---------------- | ------------- | -------------------- |
| Maggie MacNeal   | Nederländerna | 1974 (Med Big Mouth) |
| Paola del Medico | Schweiz       | 1969                 |
| Katja Ebstein    | Västtyskland  | 1970 & 1971          |